# Аврамяны (Молдова)
Аврамяны (рум. Avrămeni, Аврэмень) — село в Рышканском районе Молдавии. Наряду с сёлами Браниште, Ретяны и Ретяны-Василеуцы входит в состав коммуны Браниште.

## География
Село расположено на высоте 81 метров над уровнем моря.

## Население
По данным переписи населения 2004 года, в селе Аврэмень проживает 512 человека (255 мужчин, 257 женщин).
Этнический состав села:
| Национальность | Число жителей | Процентный состав |
| -------------- | ------------- | ----------------- |
| молдаване      | 500           | 97.66             |
| украинцы       | 5             | 0.98              |
| гагаузы        | 4             | 0.78              |
| румыны         | 2             | 0.39              |
| русские        | 1             | 0.2               |
| Всего          | 512           | 100%              |